# قطعنامه ۱۴۰۰ شورای امنیت
قطعنامه ۱۴۰۰ شورای امنیت سازمان ملل متحد که در تاریخ ۲۸ مارس ۲۰۰۲ تصویب شد، سندی بین‌المللی دربارهٔ بررسی وضعیت در سیرالئون است. این قطعنامه طی نشست ۴۵۰۰ام با ۱۵ رای موافق، ۰ مخالف و ۰ ممتنع تصویب شد.